# Shiroishi (Saga)
Pour les articles homonymes, voir Shiroishi (homonymie).
Shiroishi (白石町, Shiroishi-chō) est un bourg du district de Kishima, dans la préfecture de Saga, sur l'île de Kyūshū, au Japon.

## Géographie

### Démographie
Au 1er février 2015, la population de Shiroishi s'élevait à 24 040 habitants répartis sur une superficie de 99,56 km2.

## Tourisme

### Festivals
- 13 juillet, Yasaka Shrine Summer Festival : des chars sont tirés dans le principal quartier marchand, dans la tradition du Gion Festival de Kyoto.
- 1er octobre, Hassaku : fête d'automne célébrant la mer au sanctuaire de Kaidou.
- 19 octobre, Okunchi : fête se déroulant dans les sanctuaires shinto de Tsumayama, Rokkaku, Inasa, et Fukudomi. On y voit de l'archerie montée japonaise, appelée yabusame.
- 26 décembre, Ohitaki Festival : fête de feux de joie où les gens prient pour l'année à venir.

### Lieux notables
- Utagaki Park, parc très fleuri.
- Sanctuaire d'Inasa, situé dans les montagnes à l'ouest de Shiroishi ; notable par la route pavée de pierre qui y mène.
- Fukudomi My Land Park.